# Ochse
Ochse är en bergstopp i Schweiz. Den ligger i distriktet Bern-Mittelland och kantonen Bern, i den centrala delen av landet. Toppen på Ochse är 2 188 meter över havet.
Terrängen runt Ochse är kuperad åt nordväst, men åt sydost är den bergig.
Trakten runt Ochse består i huvudsak av kala bergstoppar och gräsmarker.